# روجر ماسترز
روجر ماسترز (بالإنجليزية: Roger Masters)‏ هو عالم سياسة أمريكي، ولد في 8 يونيو 1933.